# Мария Нейкова (учен)
Мария Стефанова Нейкова е журналист и медиен изследовател, професор в Софийския университет „Св. Климент Охридски“.

## Биография
Мария Стефанова Нейкова е родена на 26 май 1952 г. в София. Завършва журналистика в Софийския университет през 1975 г. и работи десет години като журналист и външнополитически редактор във вестник „Народна армия“. От 1986 г. е преподавател в Софийския университет „Св. Климент Охридски“. През 2000 г. получава научната степен „доктор по политология“. Специализирала е във Великобритания (1990, 2005), САЩ (1995, 2001), Унгария и Латвия (2000).

## Преподавателска дейност
От 1986 г. е преподавател в Софийския университет „Св. Климент Охридски“. През 2000 г. получава научната степен „доктор по политология“. Чете лекции по дисциплините „Теории за международните отношения“ и „Балканите в съвременните международни отношения“.

## Публикации
- Двойно предизвикателство. Международната журналистика – призма за света и за нас в него. София: УИ „Св. Климент Охридски“, 1998.
- Пресечна точка. София: ИК Гея, 2003
- Конфликт на интереси в медиите и журналистиката (в съавторство). София: Център за независима журналистика, 2003.
- Език на медийната регулация: 123 термина (в съавторство), София: Център за независима журналистика, 2005.
- Историята в международната журналистика: употреби и злоупотреби (съсъставител и автор на статията „Миналото е чужда страна) София: Авангард Прима, 2008.
- Журналистическите професии. Статут и динамика в България 2010 (в съавторство). София: Факултет по журналистика и масова комуникация, СУ „Св. Климент Охридски“. 2010.
- Журналистическите професии. Статут и динамика в България 2011 (в съавторство). София: Факултет по журналистика и масова комуникация, СУ „Св. Климент Охридски“, 2011.
- Монолог или диалог? Противоречивият свят в обектива на глобалните телевизии. София: УИ „Св. Климент Охридски“, 2016.